# 塔拉科
塔拉科（西班牙語：Tarraco）是西班牙城市塔拉戈纳的古称，是伊比利亚半岛最古老的罗马殖民地、近西班牙的罗马行省首都，第二次布匿战争期间由西庇阿·卡尔弗斯成立。2000年，塔拉克考古遗址被联合国教科文组织选为世界遗产。

## 世界遗产
塔拉科现称塔拉戈纳，原来是罗马帝国统治时期西班牙的政治和商业中心，同时也是伊比利亚半岛的宗教中心。城中有许多精美的建筑，通过考古挖掘，这些古老的建筑重现在人们面前。尽管许多建筑损毁严重，仅剩残破的碎片，但它们向世人展示了古代罗马帝国外省首府的历史风貌。

## 塔拉科风光

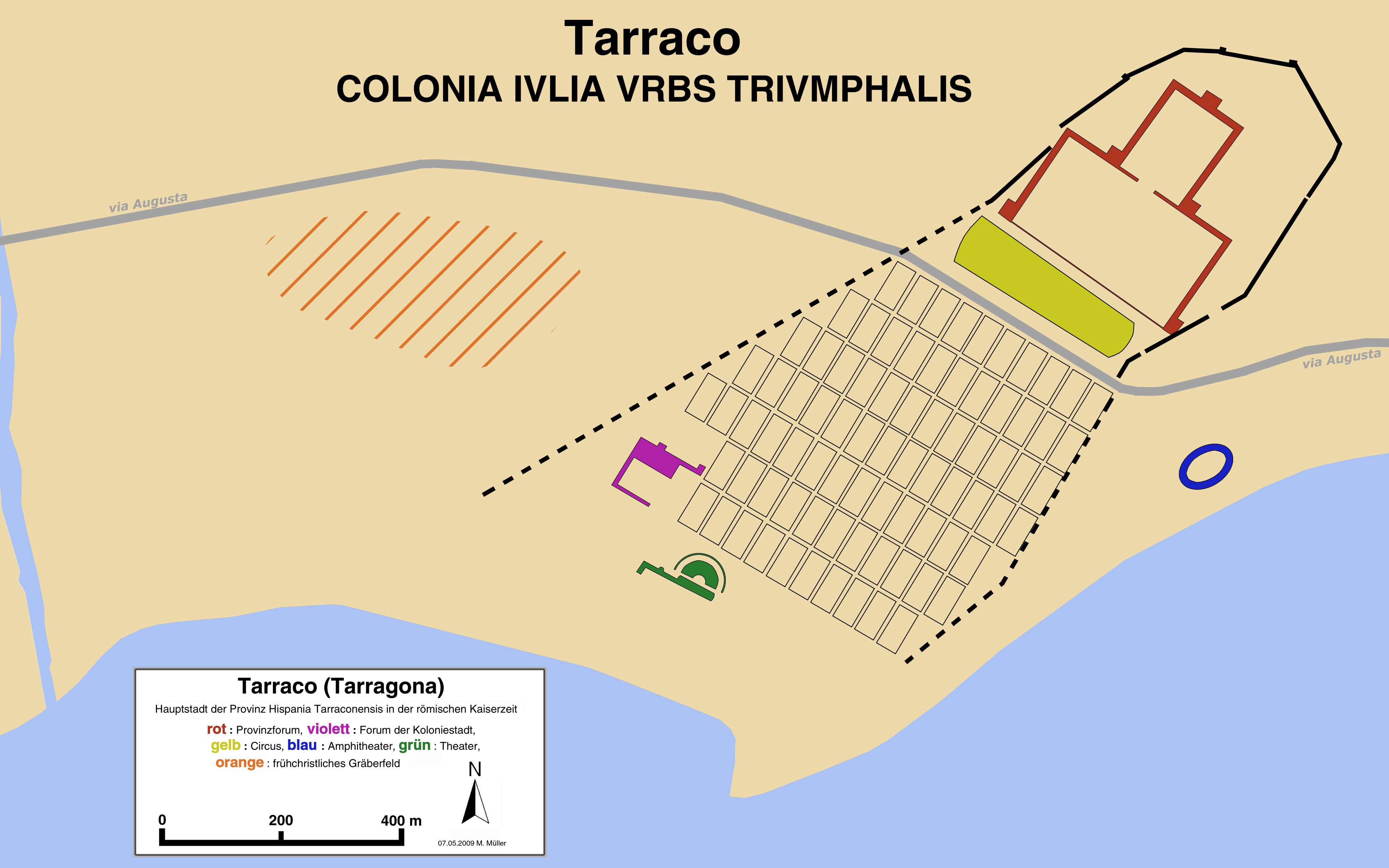
规划图
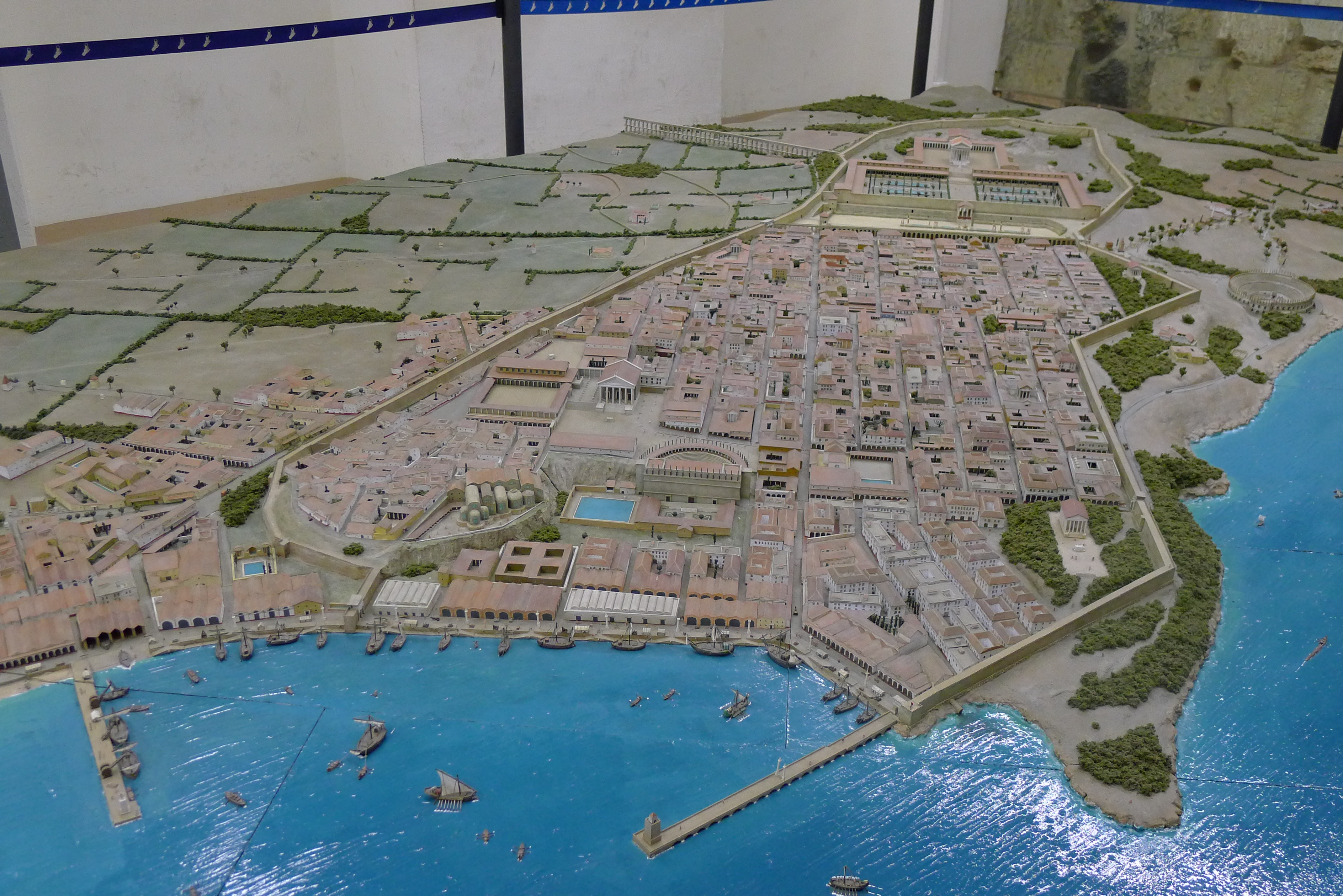
塔拉戈纳国家历史博物馆的复原模型
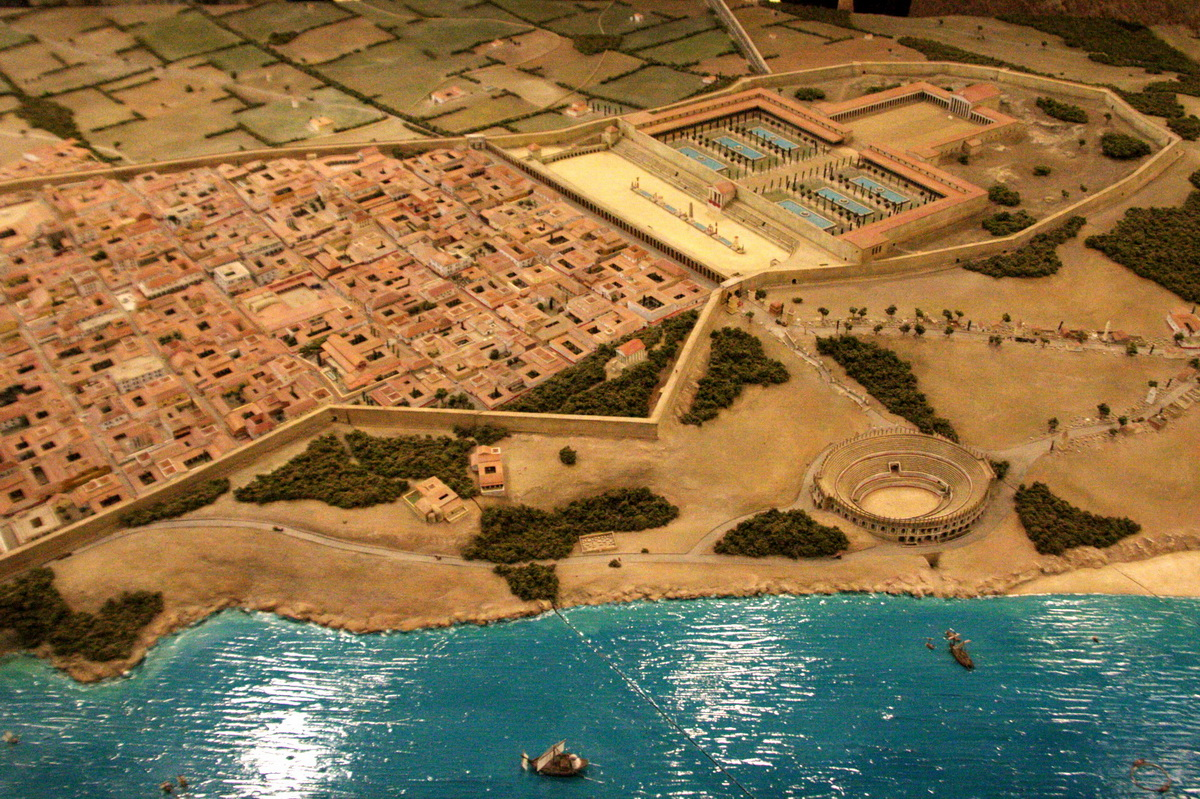
复原模型
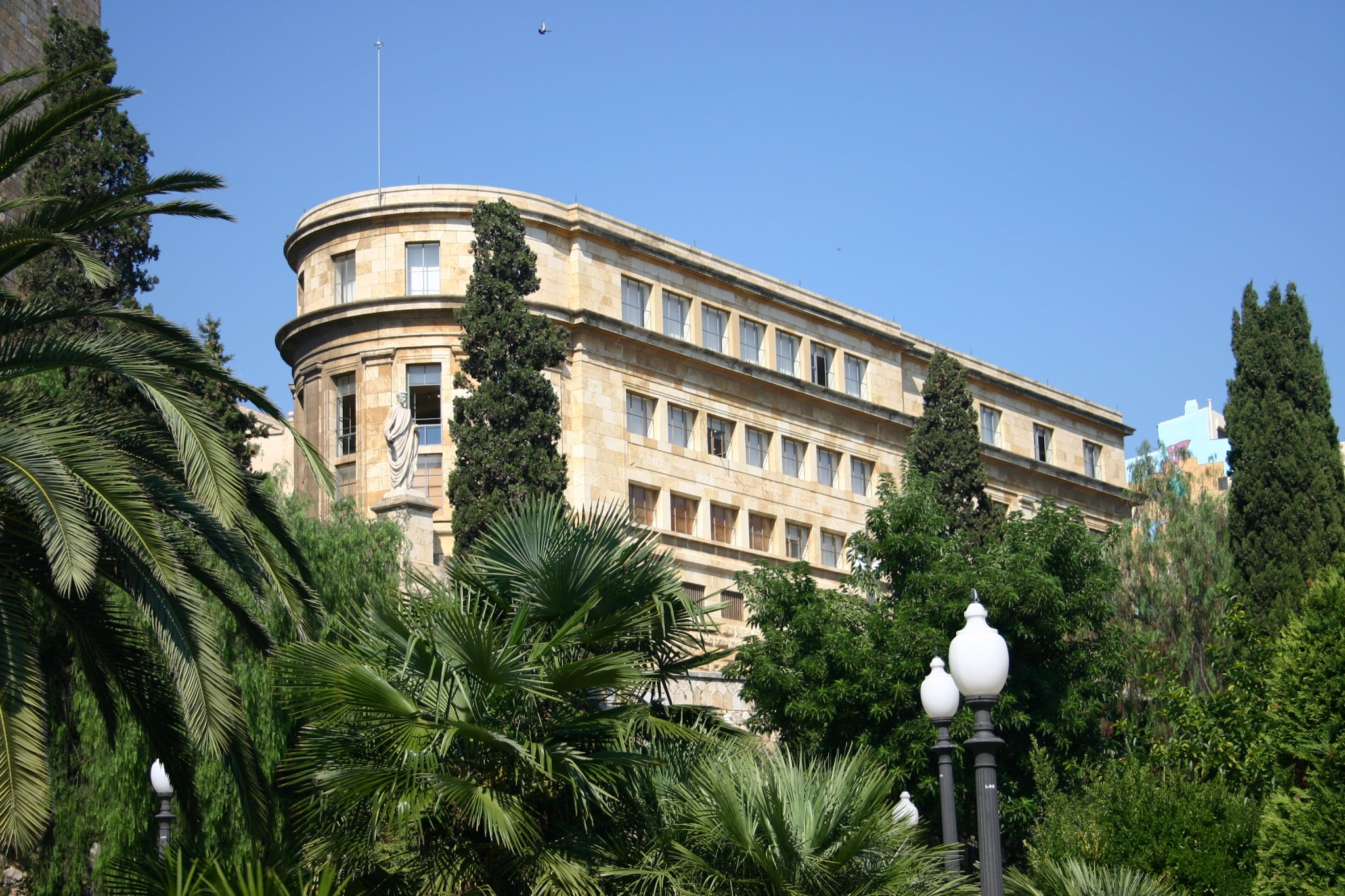
塔拉戈纳国家历史博物馆
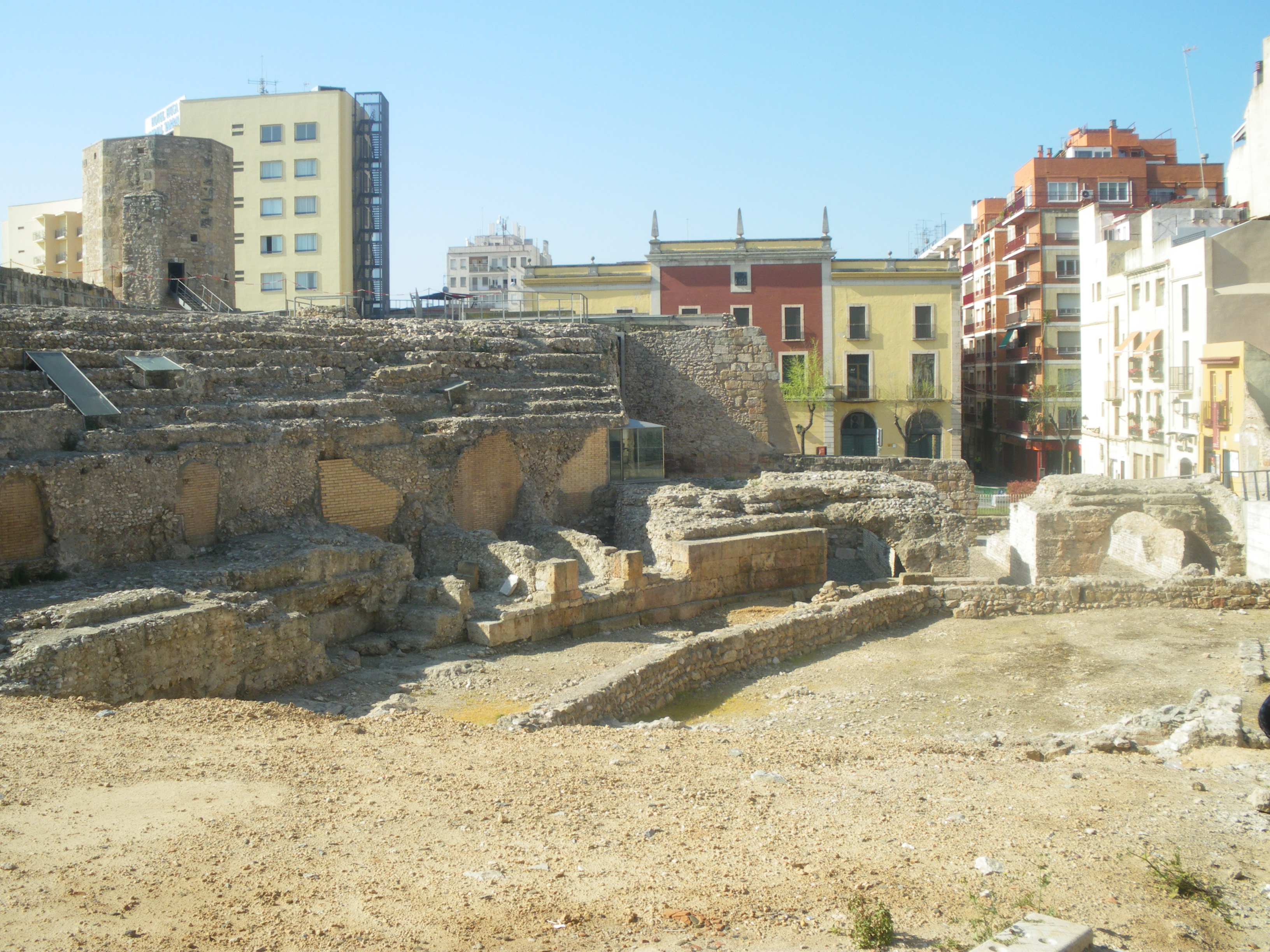
遗址
罗马人用了近200年时间征服伊比利亚半岛
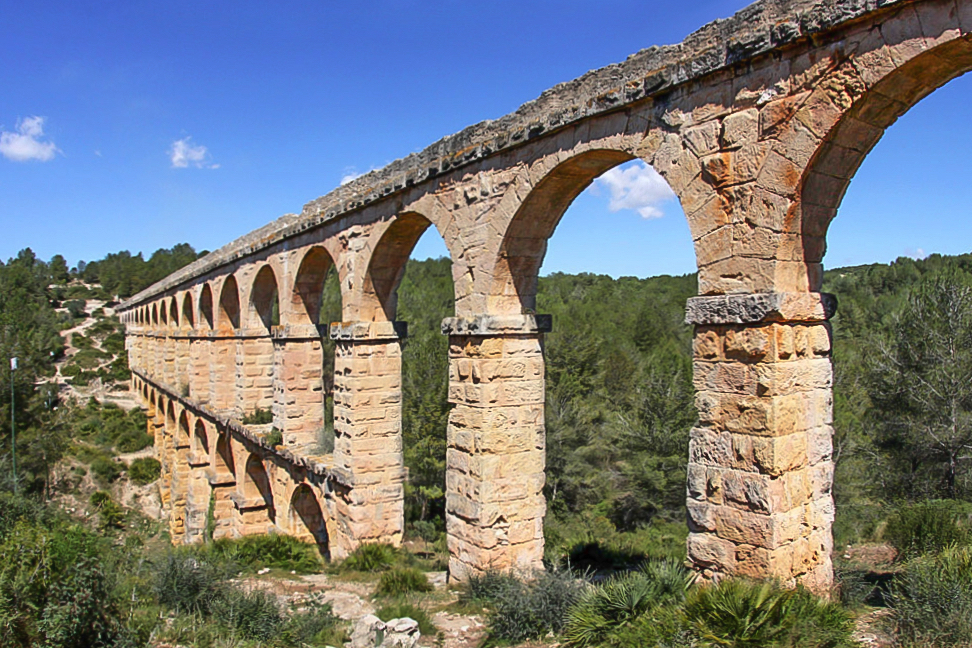
罗马引水渠（魔鬼桥）
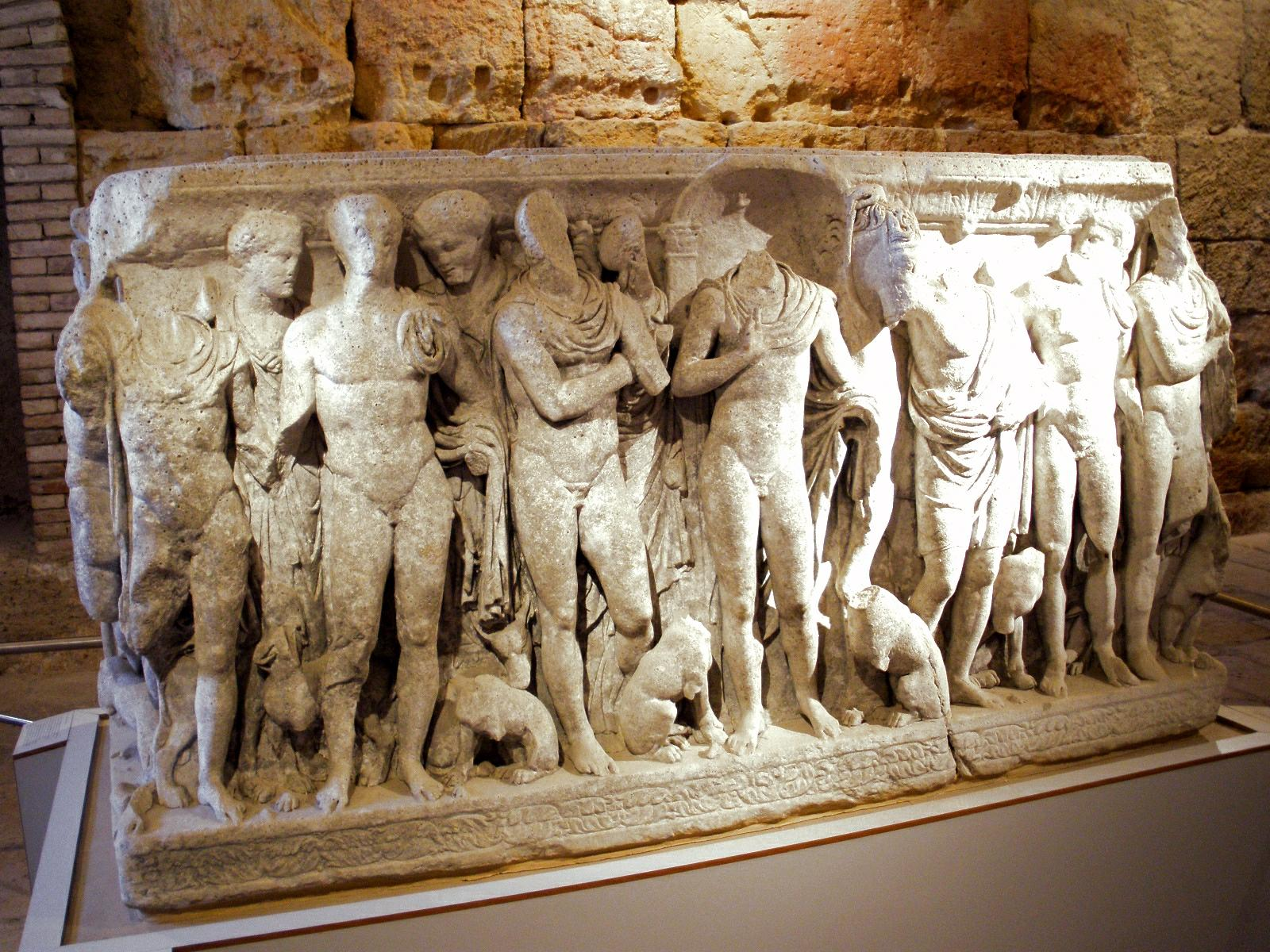
在当地保存的石棺
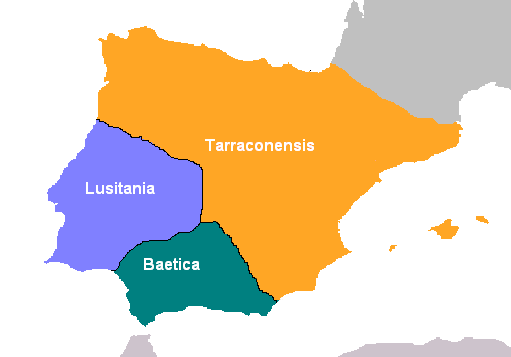
奥古斯都改革后的罗马行省
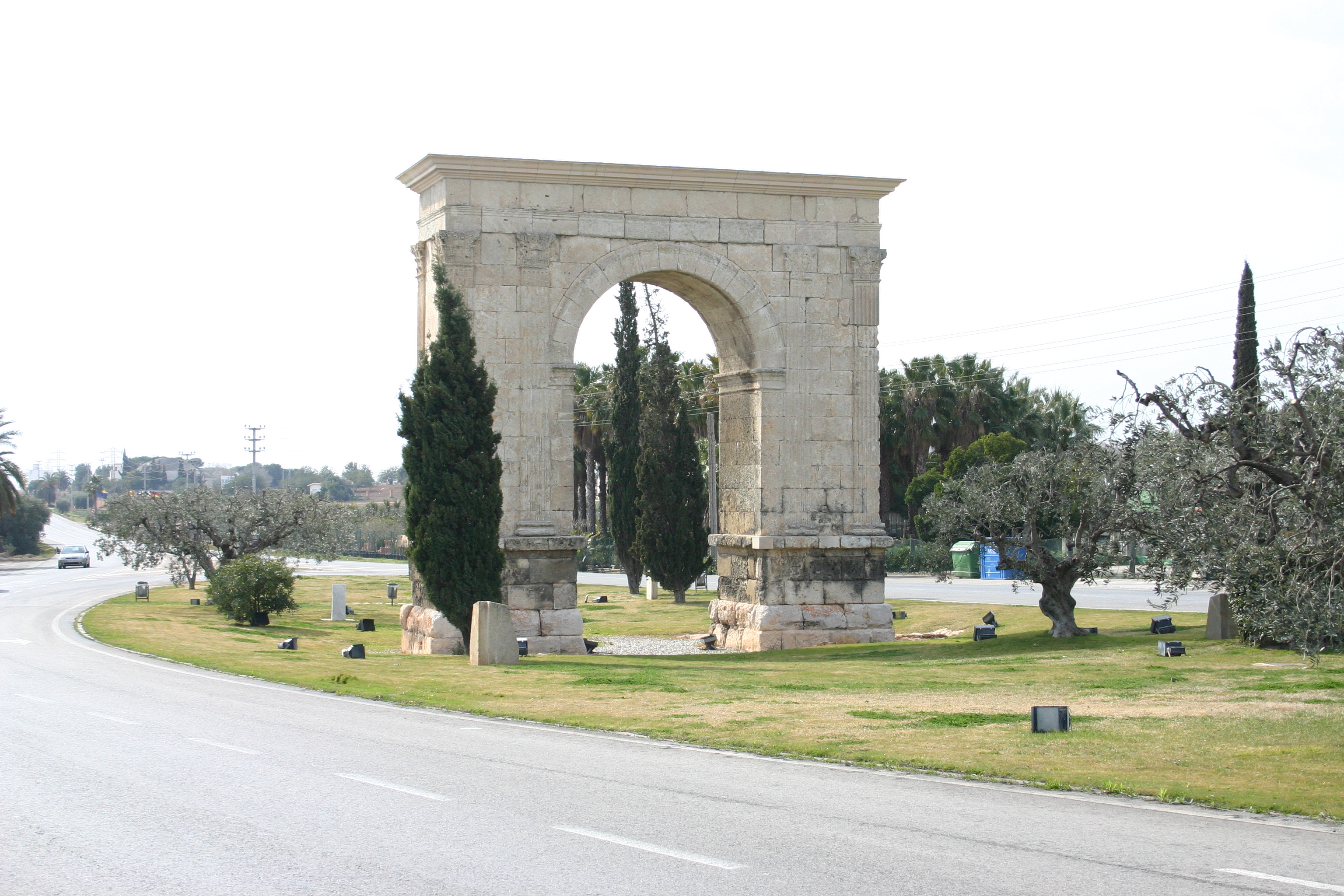
塔拉科以北20公里的石门
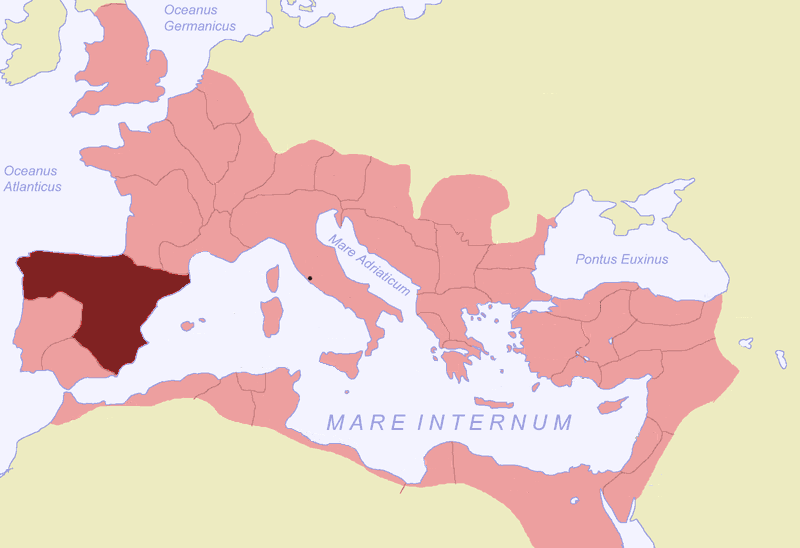
塔拉科西班牙
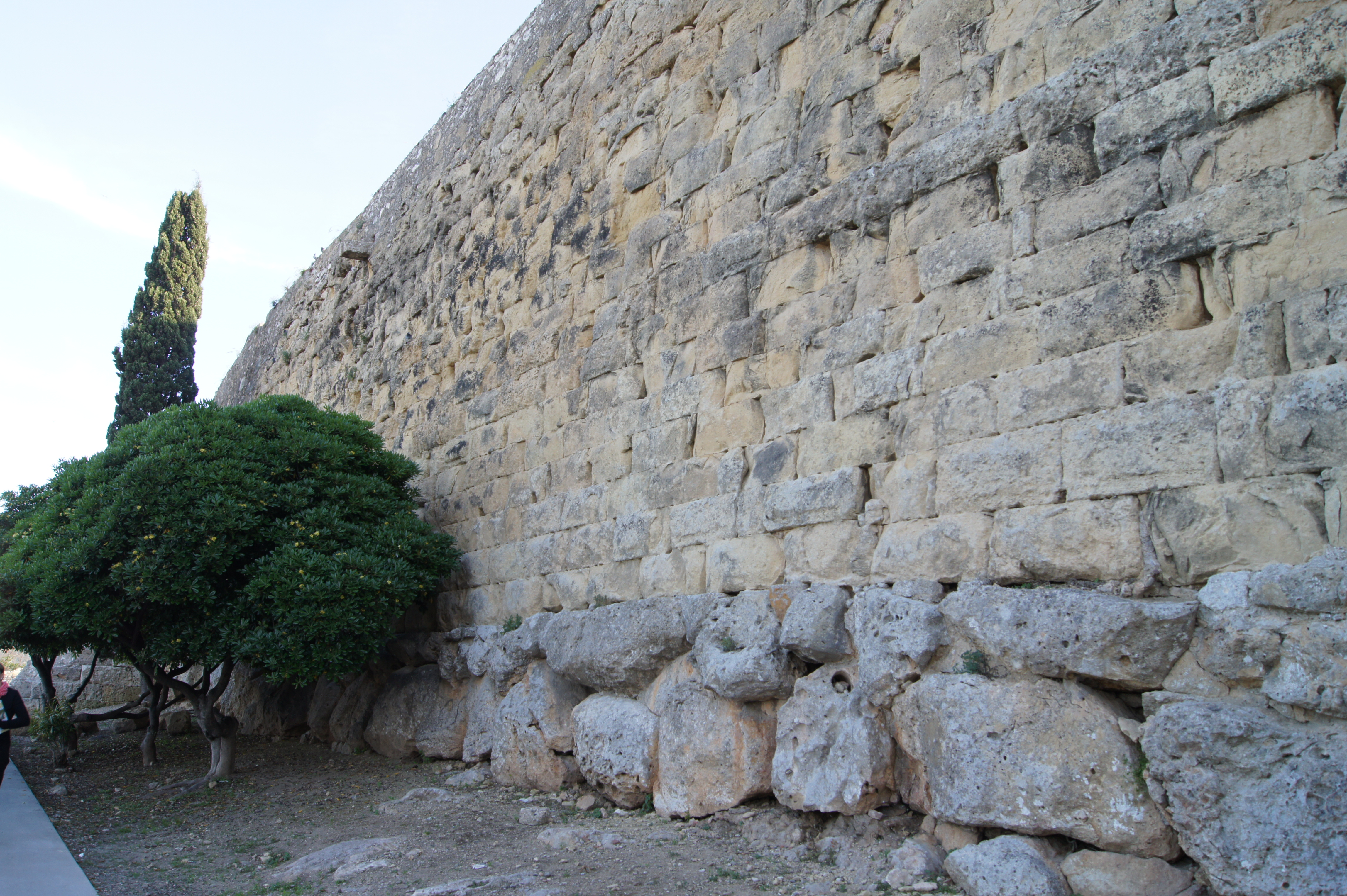
城墙